# Chuck Gardiner
Charles Robert „Chuck“ Gardiner (* 31. Dezember 1904 in Edinburgh, Schottland, Großbritannien; † 13. Juni 1934 in Winnipeg, Manitoba) war ein kanadischer Eishockeytorwart, der von 1927 bis 1934 für die Chicago Blackhawks in der National Hockey League spielte.

## Karriere
Geboren in Schottland, wuchs Gardiner in Winnipeg, Manitoba auf. In den späten 20er und den frühen 30er Jahren war er wohl der beste Torwart der NHL. Seine hervorragende Leistung krönte der angstlose und charismatische „Chuck“ in seiner siebten Saison 1934 als Kapitän der Chicago Blackhawks mit dem Gewinn des Stanley Cups. Triumphierend verließ er das Eis und kehrte niemals zurück.
Im Sommer erlag er mit gerade erst 29 Jahren in seiner Heimat Winnipeg einem Gehirntumor.
1945 wurde er mit der Aufnahme in die Hockey Hall of Fame geehrt.

## Sportliche Erfolge
- Stanley Cup: 1934

### Persönliche Auszeichnungen
- First All-Star Team: 1931, 1932 und 1934
- Second All-Star Team: 1933
- Vezina Trophy: 1932 und 1934